# Nicholas Phillips, Baron Phillips of Worth Matravers

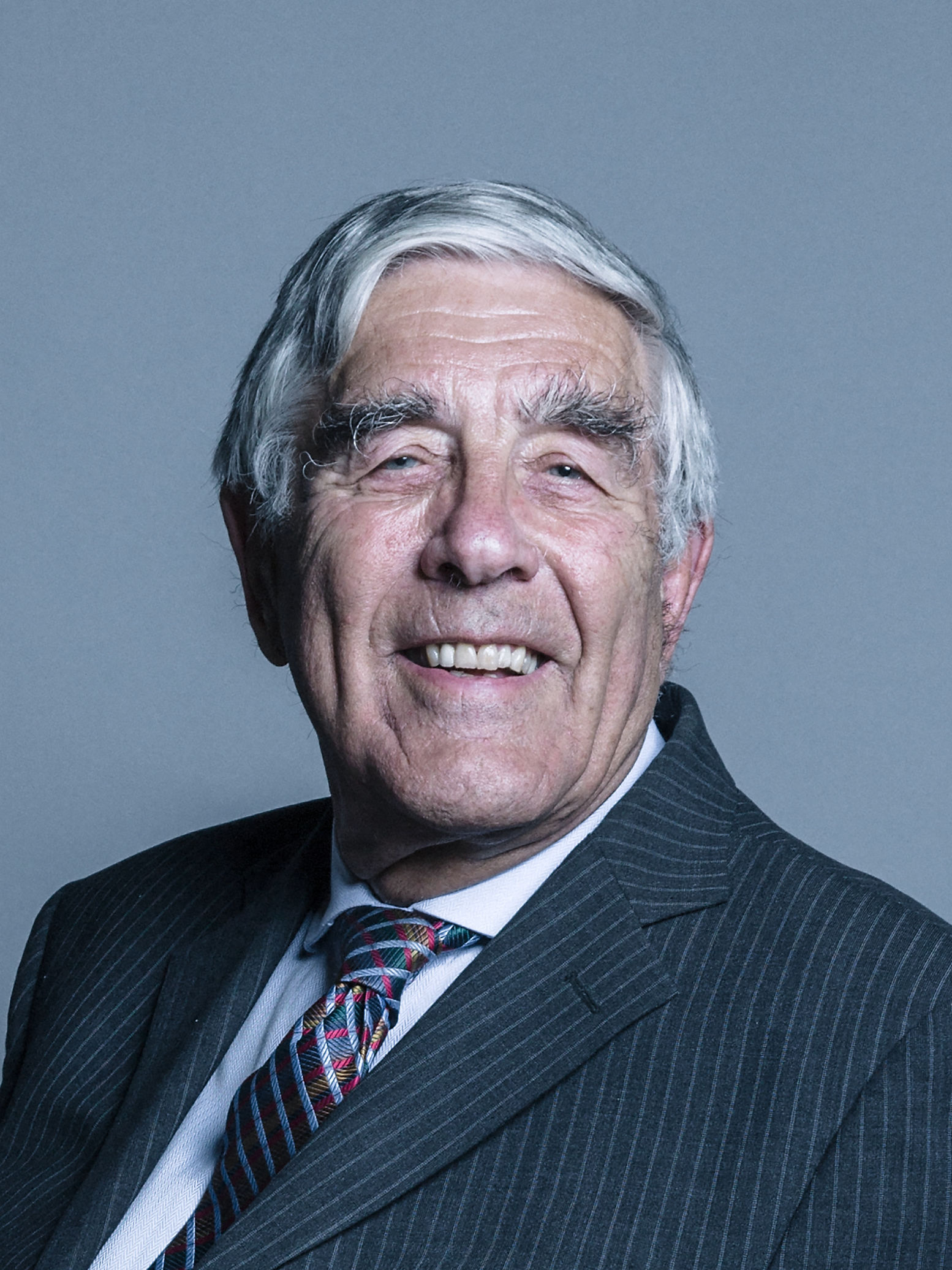
Nicholas Phillips, Baron Phillips of Worth Matravers

Wappen des Lord Phillips of Worth Matravers

Nicholas Addison Phillips, Baron Phillips of Worth Matravers, KG, Kt, PC, QC (* 21. Januar 1938) ist ein britischer Jurist, ehemaliger Präsident des Obersten Gerichtshofs des Vereinigten Königreichs und seit dem 1. Oktober 2012 Vorsitzender Richter des Qatar International Court. Von 2000 bis 2005 war er Master of the Rolls und von 2005 bis zum 1. Oktober 2008 Lord Chief Justice of England and Wales.

## Ausbildung
Seine schulische Bildung erhielt Phillips an der Bryanston School, wo er bis heute in der Vereinigung Ehemaliger aktiv ist. Hieran schloss sich von 1956 bis 1958 der Wehrdienst bei der Royal Navy an, aus dem er als Offizier ausschied. Sein Studium der Rechtswissenschaften absolvierte er am King’s College der University of Cambridge und erhielt 1962 die Zulassung als Barrister am Middle Temple. 1973 trat er in den Staatsdienst ein und war zunächst als Junior Counsel beim Verteidigungsministerium tätig, wo er sich vorwiegend mit seerechtlichen Fragen auseinandersetzte. 1978 ernannte ihn Königin Elisabeth II. zum Kronanwalt.

## Tätigkeit als Richter
Seine Tätigkeit als Richter begann Phillips 1982 als Bezirksrichter, bevor er 1987 zum Richter der Queen’s Bench Division ernannt wurde, verbunden mit der Erhebung zum Knight Bachelor. Nebenberuflich engagierte sich Phillips im Bereich der Ausbildung junger Rechtsanwälte und war von 1992 bis 1997 Vorsitzender des Council of Legal Education (CLE). 1995 wurde er zum Lord Justice of Appeal ernannt und ist seitdem Mitglied des Privy Council und seit 1998 auch des House of Lords als Baron Phillips of Worth Matravers, of Belsize Park in the London Borough of Camden. Am 1. Oktober 2000 folgte er Baron Woolf als Lord Chief Justice of England and Wales nach. Dieses Amt hatte er bis zur Übernahme der Präsidentschaft des Obersten Gerichtshofs des Vereinigten Königreichs am 1. Oktober 2009 inne. Am 30. September 2012 trat er als Richter am Obersten Gerichtshof des Vereinigten Königreichs in den Ruhestand und übernahm das Amt des Vorsitzenden Richters am Qatar International Court in Doha. Dieses Amt hatte er bis 2018 inne. Bereits im März 2012 wurde er als Hilfsrichter an den Court of Final Appeal von Hongkong berufen.

## Familie
Phillips ist mit Christylle Marie-Thérèse Rouffiac verheiratet, mit der er zwei Töchter hat. Zudem brachte seine Frau noch einen Sohn und eine Tochter mit in die Ehe. Das Ehepaar lebt im Londoner Stadtteil Hampstead. 

## Auszeichnungen und Mitgliedschaften
- Mitglied des Brooks und des Garrick Club
- Zunftmeister der Worshipful Company of Drapers und der Worshipful Company of Shipwrights
- Ehrendoktorwürde der University of Exeter (1998), der University of Birmingham (2003) und der University of London (2004)
- Knight Companion des Hosenbandordens (23. April 2011)[4]

## Publikationen (Auswahl)
- My predecessors in title: being the presidential address of Lord Phillips of Worth Matravers, President of the Holdsworth Club of the School of Law in the University of Birmingham, 2001-2002 . Holdsworth Club of the University of Birmingham, Birmingham 2002, ISBN 978-0-7044-2400-5.

- The BSE inquiry: return to an order of the Honourable House of Commons dated October 2000 for the report, evidence and supporting papers of the inquiry into the emergence and identification of Bovine Spongiform Encephalopathy (BSE) and variant Creutzfeldt-Jakob Disease (vCJD) and the action taken in response to it, 16 Bände. Stationery Office Books, London 2000, ISBN 978-0-10-556986-2.